# Beatriz dos Países Baixos
Beatriz Guilhermina Armgard (Baarn, 31 de janeiro de 1938) foi Rainha dos Países Baixos de abril de 1980 até sua abdicação em abril de 2013, quando passou o trono para seu filho, Guilherme Alexandre. Após sua abdicação passou a usar a forma de tratamento de: Sua Alteza Real a Princesa Beatriz dos Países Baixos, Princesa de Orange-Nassau, Princesa de Lippe-Biesterfeld. Sendo a filha mais velha da rainha Juliana dos Países Baixos e do príncipe Bernhard de Lippe-Biesterfeld e desde 2002 viúva do príncipe Claus dos Países Baixos.
Frequentou uma escola primária pública no Canadá, durante a Segunda Guerra Mundial, e depois terminou sua educação primária e secundária nos Países Baixos no período pós-guerra. Em 1961, recebeu o seu diploma em Direito da Universidade de Leiden. Em 1966 contraiu casamento morganático com Claus von Amsberg, um nobre e diplomata alemão, com quem teve três filhos: Guilherme Alexandre, o rei dos Países Baixos (nascido em 1967), príncipe João Friso (1968 — 2013) e príncipe Constantino (nascido em 1969). Seu esposo Claus morreu em 2002. Na época de sua abdicação, a rainha Beatriz era a monarca reinante mais velha dos Países Baixos.
Seu reinado viu as possessões caribenhas do país reformuladas com a secessão de Aruba e tornando-se seu próprio país constituinte dentro do Reino em 1986, assim como a posterior dissolução das Antilhas em 2010, que criou os novos municípios especiais de Bonaire, Santo Eustáquio, e Saba, e os dois novos países constitutivos de Curaçau e São Martinho.
Em 28 de janeiro de 2013, Beatriz anunciou que iria abdicar em 30 de abril, Koninginnedag (Dia da Rainha), em favor de seu filho mais velho Guilherme Alexandre, o herdeiro do trono. Ele é o primeiro rei dos Países Baixos em 123 anos. Desde sua abdicação recebeu o título de Princesa Beatriz.

## Família e exílio
Nascida no Palácio de Soestdijk, em Baarn, Países Baixos, Beatriz (nascida Beatrix Wilhelmina Armgard) é a filha mais velha da falecida rainha Juliana dos Países Baixos (1909-2004) e de seu falecido marido, o príncipe Bernardo de Lipa-Biesterfeld (1911-2004). Ela tem três irmãs menores: Irene, Margarida e Cristina. Suas duas meias-irmãs são: Alicia de Bielefeld e Alexia Grinda, ambas filhas ilegítimas de seu pai.
Os cinco padrinhos da rainha foram: o rei Leopoldo III da Bélgica, a condessa de Athlone, a princesa de Erbach-Schönberg, o duque Adolfo Frederico de Mecklemburgo e a condessa de Kotzebue.

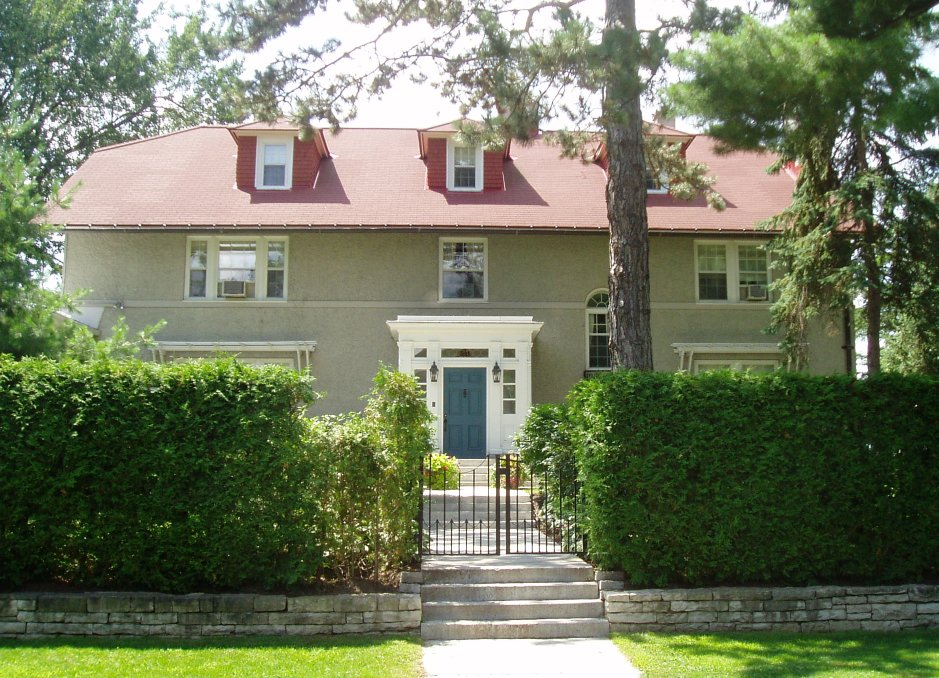
Stornoway, em Ottawa

Quando a Segunda Guerra Mundial (1939-1945) explodiu nos Países Baixos em maio de 1940, a família real neerlandesa fugiu da invasão nazista, estabelecendo-se em Londres, Reino Unido. Um mês depois, Beatriz, de dois anos de idade, partiu com sua mãe, a então princesa Juliana, e sua irmã Irene (n. 1939) para Ottawa, no Canadá. Seu pai, o príncipe Bernardo, e sua avó materna, a rainha Guilhermina, permaneceram em Londres. A família residiu em Stornoway.
Sua segunda irmã, Margarida, nasceu em 1943. Durante o exílio no Canadá, Beatriz fez sua educação infantil e primária em Rockcliffe Park, uma escola pública. A família regressou aos Países Baixos em 2 de agosto de 1945, com o fim da guerra. Lá, Beatriz foi matriculada em De Werkplaats, em Bilthoven. Sua terceira irmã, Cristina, nasceu em 1947.
No dia 6 de setembro de 1948, sua mãe Juliana, a favor de quem Guilhermina abdicou, ascendeu ao trono como rainha. Assim, Beatriz tornou-se herdeira presuntiva da coroa real neerlandesa aos dez anos de idade.

## Educação
Em abril de 1950, aos doze anos, Beatriz entrou para o liceu Baarnsch, onde, em 1956, ela passou em seus exames de graduação escolar nas matérias de artes e clássicos. Em 31 de janeiro daquele ano, a princesa celebrou seu aniversário de dezoito anos e entrou para o Conselho de Estado neerlandês. Ela então entrou para a Universidade de Leiden, onde frequentou disciplinas de Sociologia, Direito, Economia, Ciência Política e Direito Constitucional. Beatriz também assistiu a palestras sobre as culturas de Suriname e das Antilhas Neerlandesas, Relações Internacionais e o Direito Comunitário Europeu.
No verão de 1961, a princesa obteve seu diploma em Direito. Importa  considerar que a atual rainha abdicou de seu reinado, com o falecimento de seu consorte Claus, em nome de seu filho.

## Casamento
Em 1965, a princesa ficou noiva do aristocrata alemão Claus von Amsberg, um diplomata do Ministério das Relações Exteriores da Alemanha. O casamento, ocorrido no dia 10 de março de 1966, em Amesterdão, provocou protestos em massa, porque o príncipe Claus tinha servido na Juventude Hitleriana e da Wehrmacht, e o povo neerlandês ainda estava marcado pela ocupação e destruição feitas pelos nazistas. Entretanto, Claus tornou-se um dos membros mais populares da família real.

### Filhos
- O rei Guilherme Alexandre dos Países Baixos (n. 1967)
- O príncipe João Friso (n. 1968 - m. 2013)[3]
- O príncipe Constantino (n. 1969)

## Investidura e reinado

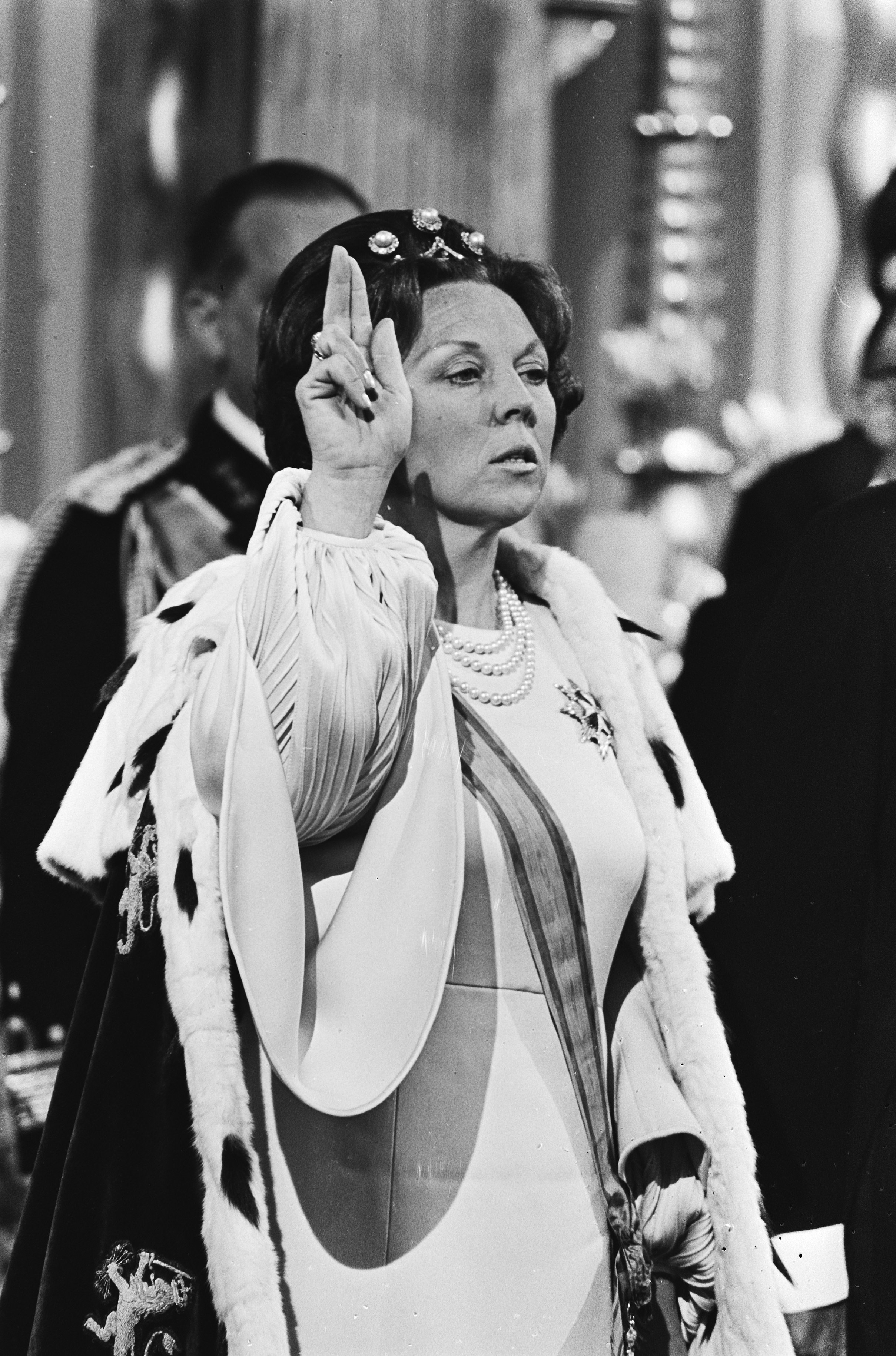
A rainha Beatriz durante a sua cerimônia de posse

No dia 30 de abril de 1980, com a abdicação de sua mãe (que estava de aniversário na data), Beatriz ascendeu ao trono como rainha. A cerimônia de investidura (os monarcas neerlandeses não são coroados), contudo, sofreu a ocupação de anarquistas, que protestaram contra a monarquia em geral. A polícia e forças de segurança tiveram que tomar atitudes violentas.
Beatriz, como rainha, aproximou-se mais de seu povo. Entretanto, foi em seu reinado que a mídia neerlandesa começou a criticar abertamente a família real, assim como os tabloides ingleses fazem com a Casa de Windsor, publicando fofocas. Alguns neerlandeses veem a monarquia como uma "novela", enquanto outros acreditam que seja uma instituição com importante papel na sociedade. A rainha, por sua vez, objetiva manter a monarquia moderna, eficiente e, sobretudo, de acordo com os desejos de seu povo.
A 14 de Maio de 1991 recebeu o Grande-Colar da Ordem do Infante D. Henrique de Portugal.
Os primeiros anos da década de 2000 foram difíceis para Beatriz. Em 6 de outubro de 2002, seu marido, o príncipe Claus, faleceu depois de sofrer uma longa doença. Um ano e meio depois, sua mãe morreu de complicações geradas por pneumonia. Juliana, que vinha sofrendo de problemas mentais, não reconhecia mais sua própria família. Em dezembro de 2004, Beatriz perdeu seu pai, o príncipe Bernardo, vítima de câncer.
Em 29 e 30 de abril de 2005, a rainha Beatriz celebrou o aniversário de seu reinado de 25 anos, concedendo uma entrevista para a televisão neerlandesa e assistindo a um concerto na Praça Dam. Mais celebrações ocorreram em Haia, onde fica a sede do governo.
Em 28 de janeiro de 2013, Beatriz anunciou a sua intenção de abdicar em favor de Guilherme Alexandre. A cerimônia de sucessão aconteceu em 30 de abril, com seu filho e herdeiro sendo empossado oficialmente como novo rei dos Países Baixos. Após sua abdicação, passou a ser chamada Princesa Beatriz. Detém os os títulos de princesa de Orange-Nassau e princesa de Lipa-Biesterfeld.

## Património
Segundo a Forbes, em 2009, a rainha Beatriz era o 14.° soberano mais rico do mundo, com trezentos milhões de dólares. Na Europa, ela perde para o príncipe Hans-Adam II de Liechtenstein (US$ 3,5 bilhões), o príncipe Alberto II de Mônaco (US$ 1 bilhão) e a rainha Elizabeth II do Reino Unido (US$ 450 milhões). Entretanto, a Forbes, ao estimar o patrimônio da última, não calculou os valores das joias nem o Palácio de Buckingham outros castelos palácios os bens da coroa e a galeria real que juntos passam de 100 bilhões de dólares, que pertencem ao povo britânico.

## Títulos e estilos
- 31 de janeiro de 1938 – 30 de abril de 1980: Sua Alteza Real, a Princesa Beatriz
- 30 de abril de 1980 – 30 de abril de 2013:    Sua Majestade, a Rainha dos Países Baixos
- 30 de abril de 2013 – presente: Sua Alteza Real, a Princesa Beatriz

## Imagens

O monograma da rainha Beatriz
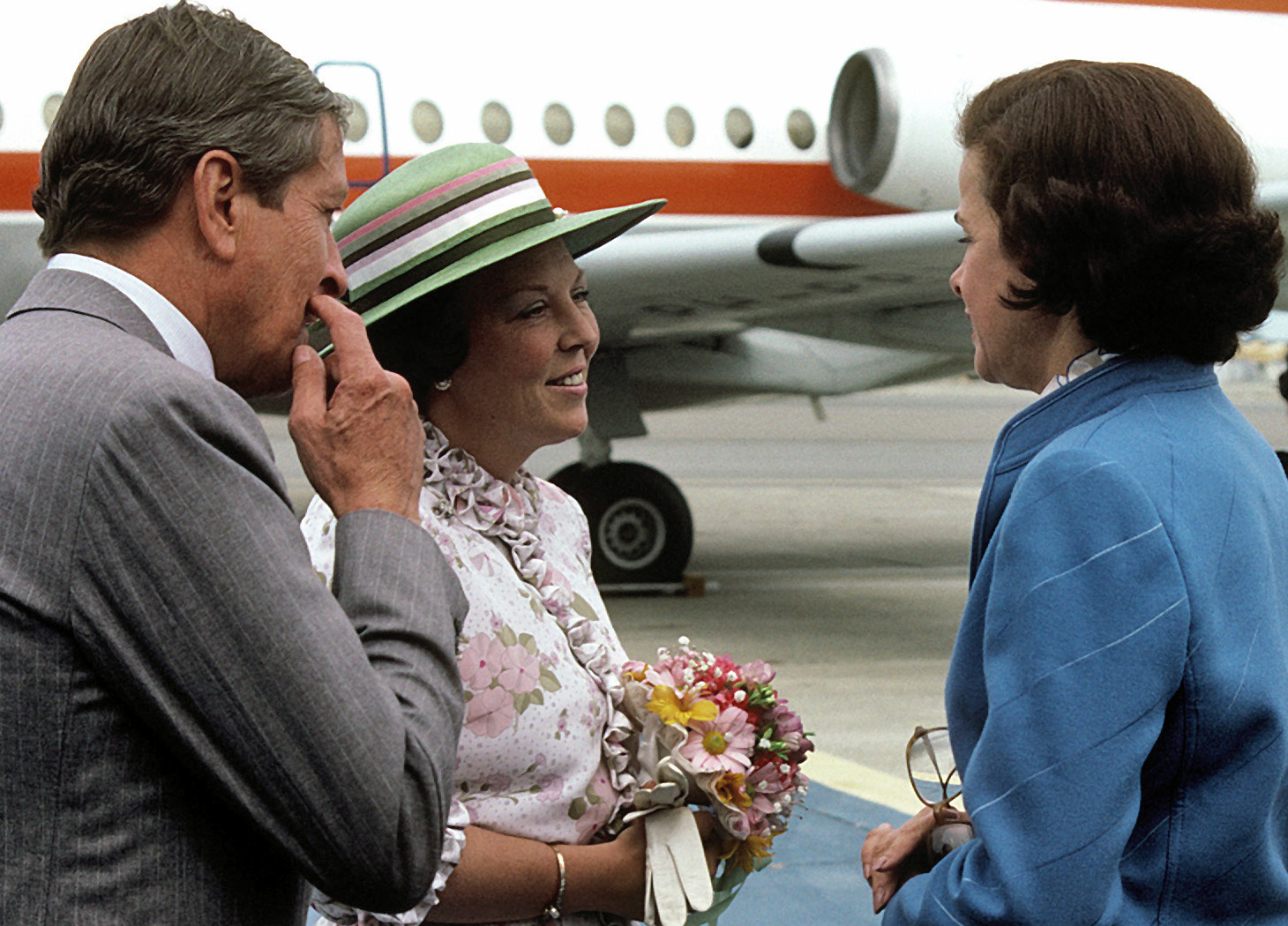
O príncipe Claus e a rainha Beatriz em visita aos Estados Unidos (1982)
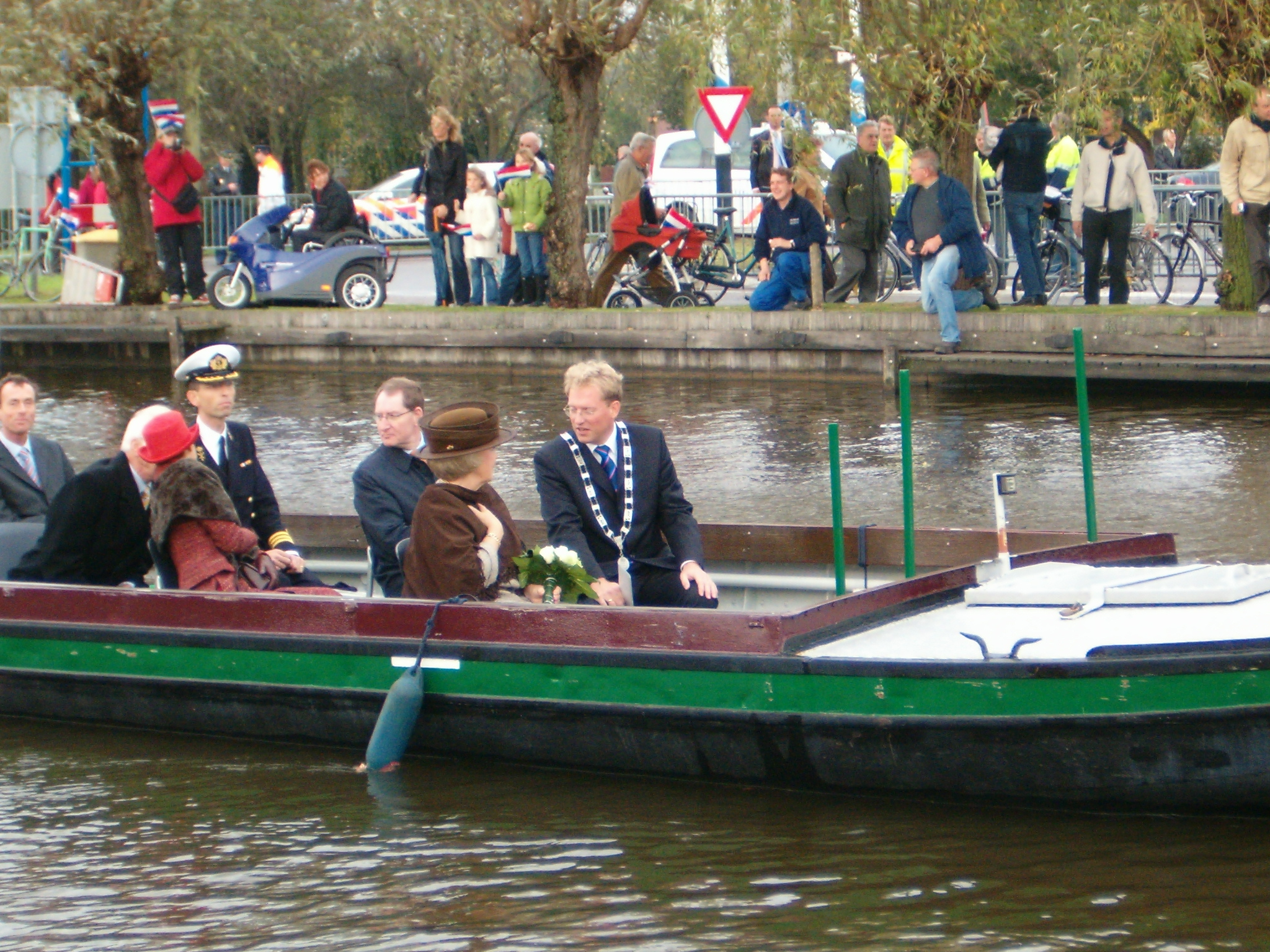
Num passeio de barco
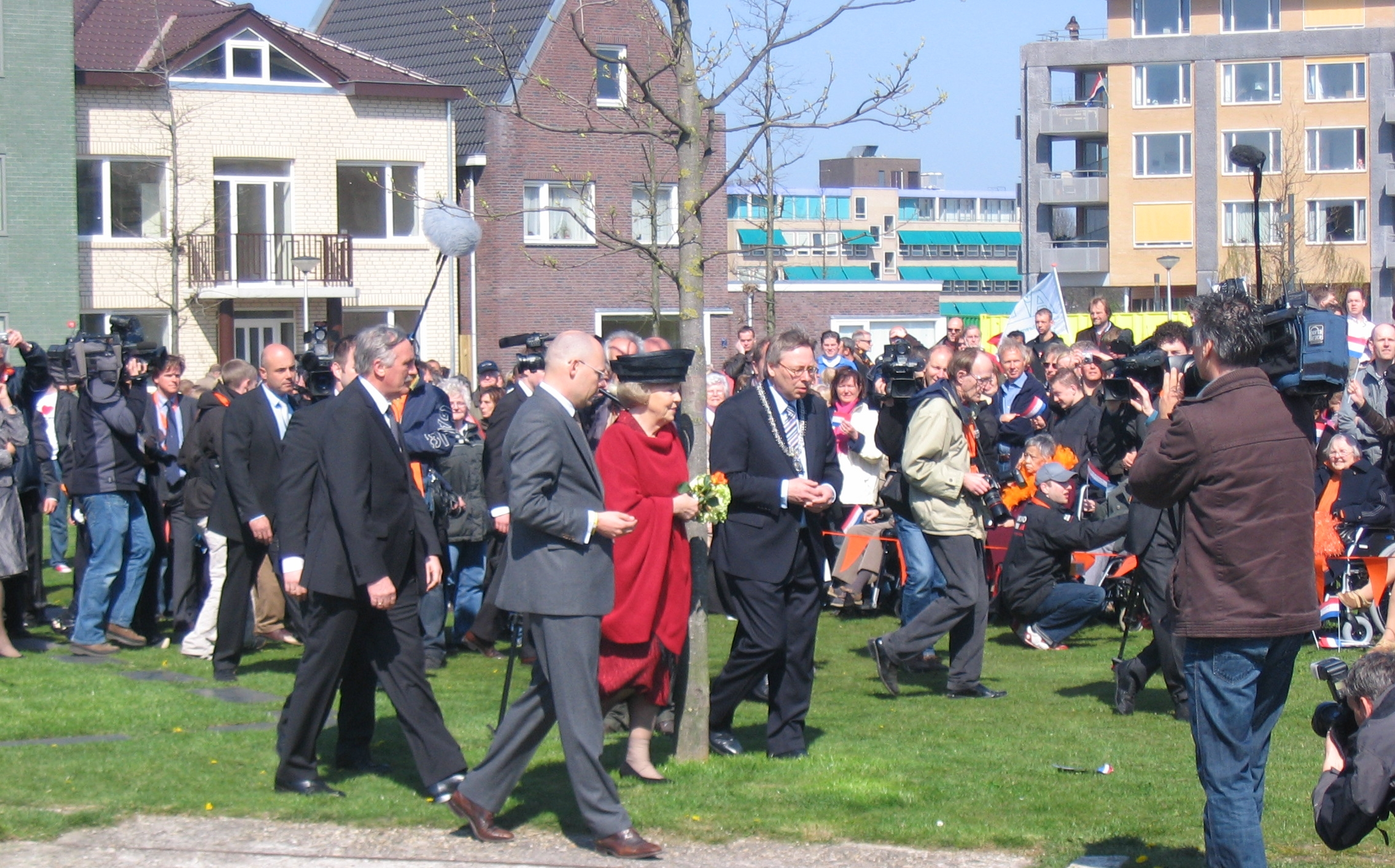
A rainha Beatriz em público